# Abdul Rahmán Árif
Abdul Rahmán Árif (arabsky عبد الرحمان عارف‎, S, též Abd ar-Rahmán Árif, 14. dubna 1916 Bagdád – 24. srpna 2007 Ammán, Jordánsko) byl irácký politik, prezident Iráku v letech 1966 až 1968, r. 1967 současně irácký premiér, mladší bratr iráckého prezidenta Abdula Saláma Árifa. V červenci 1968 byl svržen vojenským převratem irácké strany Baas a vyhoštěn do exilu.

## Mládí a počátky politické dráhy
Árif pocházel ze střední vrstvy a měl čtyři sourozence. Ve 30. letech vystudoval vojenskou školu a věnoval se dráze důstojníka. Jako důstojník irácké armády podpororoval vojenský převrat, který svrhl v roce 1958 monarchii. Posléze byl aktivním účastníkem dalšího vojenského puče, který přivedl roku 1963 k moci Árifova bratra Abdula Saláma. Ten svého bratra jmenoval velitelem irácké armády. Když Abdul Salám Árif zahynul 13. dubna 1966 při pádu helikoptéry, který zřejmě byl sabotáží, stal se úřadujícím prezidentem Abd ar-Rahmán al-Bazzáz. Již o tři dny později, 16. dubna 1966 však Revoluční vojenská rada jmenovala do čela státu Abdula Rahmána Árifa, který Bazzáze potvrdil ve funkci premiéra.

## Árif ve funkci prezidenta
A. R. Árif se stal vojenským diktátorem. Pokračoval v bratrově politice, jeho zaměření však bylo výrazně nacionálnější. Doba Árifovy vlády byla neklidná, on sám nebyl schopen pevně držet moc ve svých rukou, v zemi se často konaly demonstrace požadující svobodné volby. 10. května 1967 se Aríf postavil do čela nově jmenované vlády, aby se pokusil vyvést ze slepé uličky jednání s Kurdy, ale jeho snaha nebyla úspěšná.
V noci na 17. července 1968 ho v době, kdy spal, jeho vlastní spolupracovníci společně se členy strany Baas (tzv. Arabské revoluční hnutí) pod vedením Ahmeda Hassana al-Bakra svrhli. Jako hotovou věc mu to telefonicky oznámil ministr obrany Hardan al-Tikrítí. Árif odletěl do Londýna, aby nakonec získal na jedenáct let azyl v Turecku.

## Poslední léta života
Do země se Árif vrátil v roce 1979, když se dostal k moci Saddám Husajn, ale zůstal již mimo veřejný život a politiku. Husajn mu pak jedenkrát povolil opustit zemi, aby Árif mohl vykonat svatou pouť do Mekky (hadždž). Poté, co byl po americké invazi odstraněn roku 2003 Saddám Husajn, opustil Árif zemi natrvalo a od r. 2004 žil v jordánském Ammanu, kde také ve vojenské nemocnici (King Hussein Medical Center) zemřel. Zanechal po sobě manželku, dva syny a tři dcery.
Árifova sestra Sabiha zahynula v roce 2004 poblíž svého domu v Bagdádu, když byla zasažena při explozi bomby letící střepinou skla.

## Poznámka
1. ↑  Některé zdroje např. podle www.rulers.org uvádějí rok narození 1918.